# Casa del Rilievo di Telefo

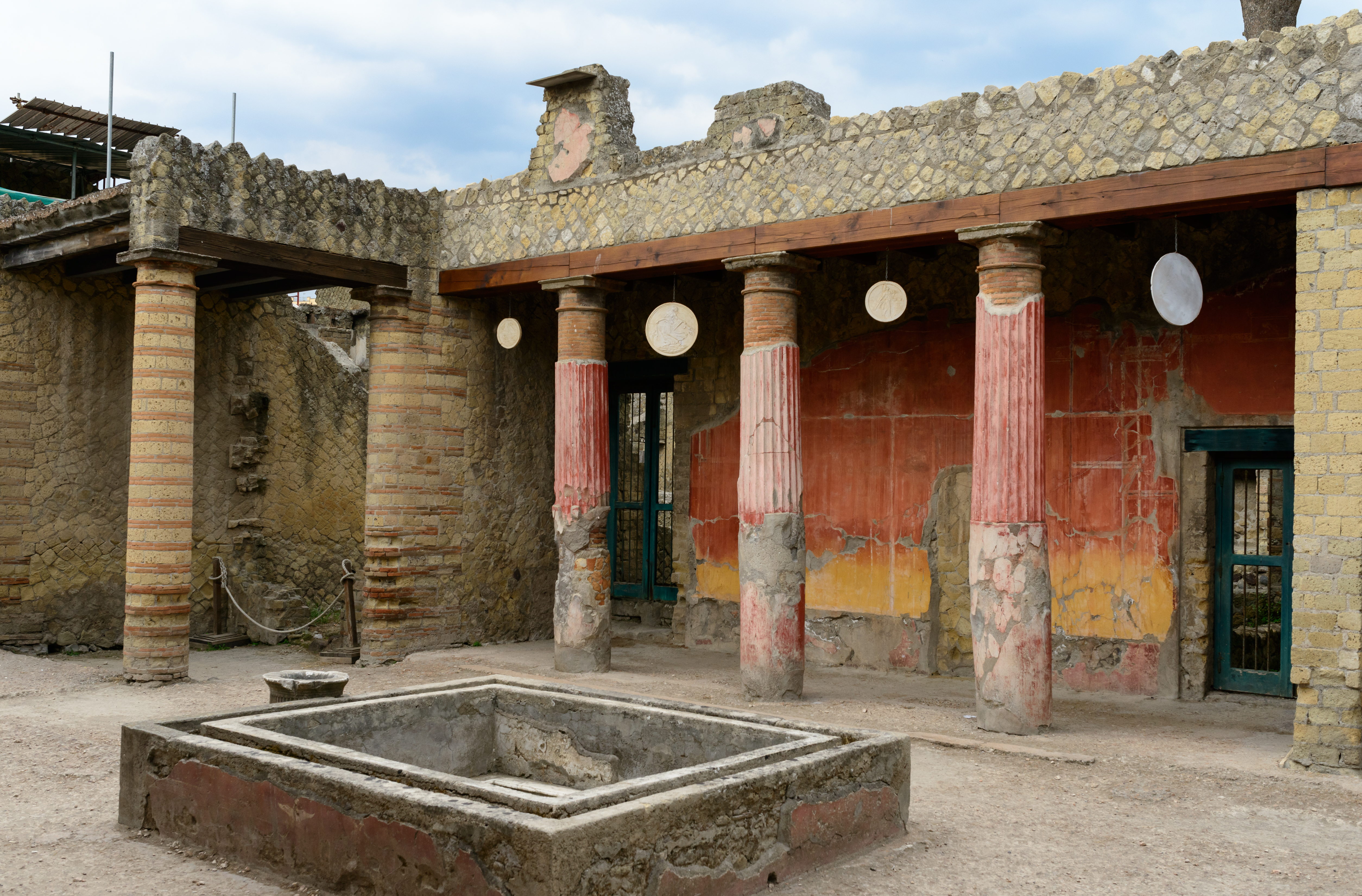
Atrium des Hauses

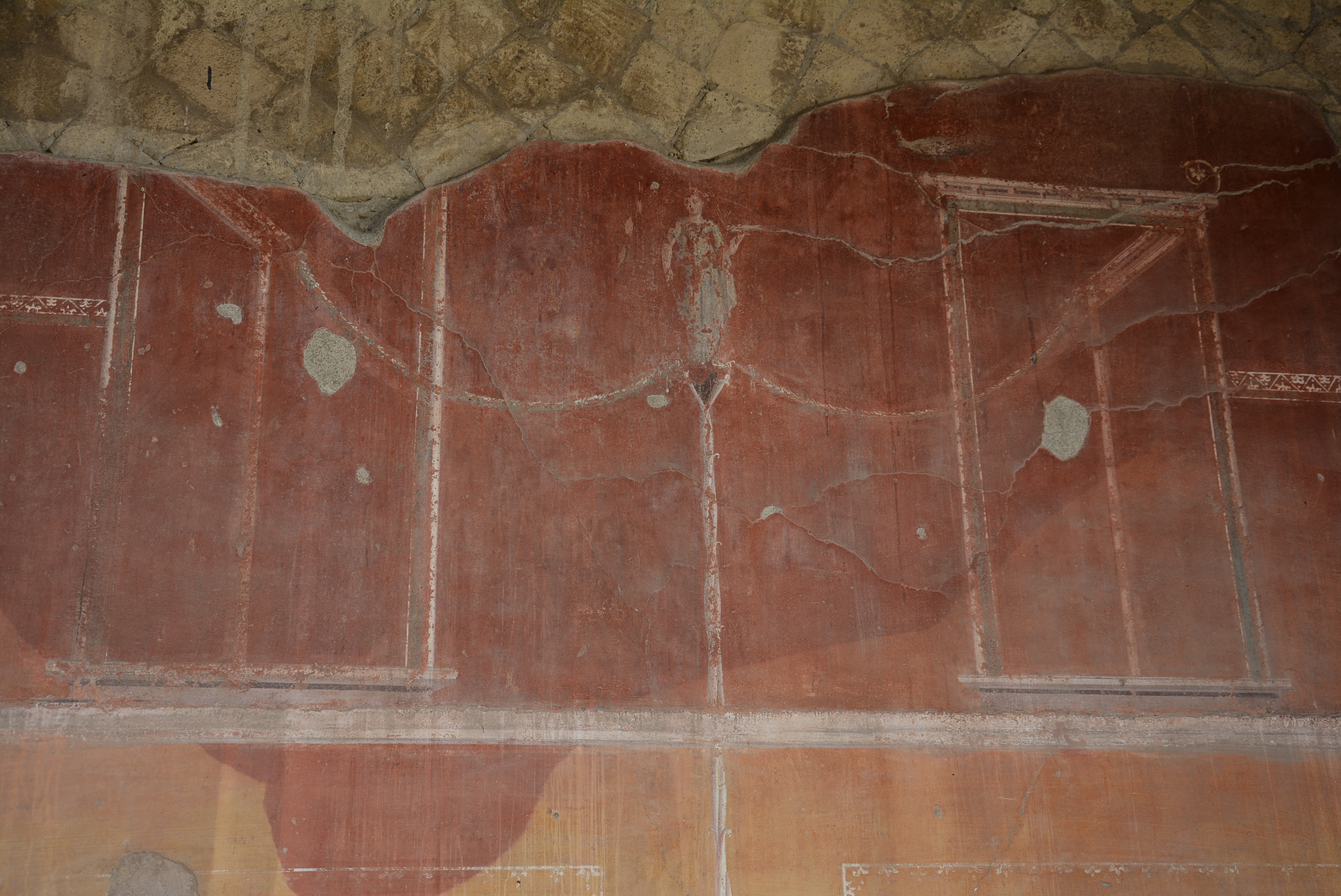
Detail von Wandmalerei

Die Casa del Rilievo di Telefo (Haus des Telephosreliefs) befindet sich in Herculaneum (Ins. Orientalis I.2) und ist eines der größten Wohnhäuser der antiken Stadt. Sie fällt durch ihre luxuriöse Ausstattung und einen komplizierten Grundriss auf. Das Haus wurde zum großen Teil von 1934 bis 1936 unter der Leitung von Amedeo Maiuri ausgegraben und erhielt seinen modernen Namen von einem Relief, das zwei mythische Szenen um Telephos zeigt. Das Relief befindet sich heute im Archäologischen Nationalmuseum in Neapel. Vor Ort befindet sich eine Kopie.
Das Haus entstand, nachdem ein großes Haus aus augusteischer Zeit um 50 n. Chr. in drei etwas kleinere unterteilt worden war. Ein älterer und kleinerer Bau auf dem Gelände stammt aus dem 2. Jahrhundert v. Chr. Der originale Bau erstreckte sich über vier Ebenen. Die Casa del Rilievo di Telefo besitzt ein Atrium und ein großes Peristyl, das etwas höher liegt. Die Wände des mit Säulen geschmückten Atriums zeigen einfache Architekturmalereien im 4. Stil. Zwischen den Säulen sind runde Marmorscheiben (Oszilla) aufgehängt, die mit Reliefdarstellungen dekoriert sind. Das Haus liegt am Rande der Stadt, wo das Gelände stark zum Meer hin abfällt. Teile des Hauses liegen nahe der Terme suburbane (Vorstädtische Thermen). Bemerkenswert sind zwei Räume, die sich übereinander am Ende einer Reihe kleinerer Zimmer befinden und die weit über dem Abhang liegen und einst direkt aufs Meer blickten. Der obere ist vollkommen mit buntem Marmor verkleidet, wobei der untere Teil der Wand mit Pilastern, die korinthische Kapitelle haben, gegliedert ist. Der untere Raum zeigt eine ähnlich reiche Marmorausstattung, doch ist der obere Teil der Wand mit Malereien dekoriert, die in Streifen diverse Muster auf rotem Grund zeigen. Große Teile der Wände beider Zimmer haben große Fenster, womit ein guter Ausblick aufs Meer ermöglicht wurde. Das hölzerne Dach des oberen Zimmers wurden bei Grabungen im Jahr 2009 verworfen am unteren Ende es Abhanges gefunden.
Im Haus fanden sich Reste von einem Bett und einer Truhe.